# دومینیک اتلینگر
دومینیک اتلینگر (کرواتی: Dominik Etlinger; ۱۹ فوریهٔ ۱۹۹۲) کشتی‌گیر اهل کرواسی است.